# Les fronteres del crim
 Les fronteres del crim  (original: His Kind of Woman) és una pel·lícula estatunidenca dirigida per John Farrow, estrenada el 1951 i doblada al català.

## Argument
Un xantatgista expatriat intenta tornar als Estats Units. Dan Milner, un jugador sense ofici ni benefici, rep d'un misteriós cavaller una substanciosa oferta (50.000 dòlars). A canvi haurà de traslladar-se a Morros Lodge, un bonic centre turístic mexicà, allotjar-se en un bungalou i esperar l'arribada d'algú que li donarà instruccions. Tanmateix, abans d'arribar a la seva destinació, Dan coneix l'atractiva Leonore Brent...

## Repartiment
- Robert Mitchum: Dan Milner
- Jane Russell: Lenore Brent
- Vincent Price: Mark Cardigan
- Tim Holt: Bill Lusk
- Charles McGraw: Thompson / Narrateur
- Marjorie Reynolds: Helen Cardigan
- Raymond Burr: Nick Ferraro
- Leslie Banning: Jennie Stone
- Jim Backus: Myron Winton
- Philip Van Zandt: Jose Morro
- John Mylong: Martin Krafft
- Carleton G. Young: Gerald Hobson